# Дюк Пиърсън
Кълъмбъс Келвин Пиърсън – Дюк, младши (на английски: Columbus Calvin 'Duke' Pearson, Jr) е водещ американски джаз пианист и композитор. По мнението на редактор от Олмюзик, той е „голям участник в оформянето на хард боп стила на Блу Ноут през 60-те, когато е техен продуцент.“

## Произход и младежки години
Дюк Пиърсън е роден под името Кълъмбъс Келвин Пиърсън – младши в Атланта, щата Джорджия. Родителите му са Кълъмбъс Келвин и Емили Пиърсън. Прозвището му Дюк ('Херцог') му е дадено от неговия чичо, който е голям почитател на Дюк Елингтън. Преди да навърши шест години, майка му започва да му дава домашни уроци по пиано, което продължава до 12-ата му годишнина. След това той се преориентира към медните инструменти (мелофон, баритон валдхорна и най-накрая тромпет). Той е толкова запален по тромпета, че по време на обучението си в гимназията и колежа, той загърбва пианото. Отива да учи в Кларк Колидж, като същевременно свири на тромпет в групи в атлантската сцена. Изкарва военната си повинност през 1953 и 1954 г., като продължава да свири на тромпет; освен това, се запознава с пианиста Уинтън Кели. В едно интервю, което дава през 1959, той признава, че е „толкова разглезен от хубавото пиано на Кели“, че решава да се върне обратно към този инструмент. Освен това, възможно е проблеми със зъбите да са го накарали да изостави медните инструменти.

## Творческа кариера
Музикантът продължава да свири в различни ансамбли в Джорджия и Флорида, включително с Таб Смит и Литъл Уили Джон. През януари 1959 г. се преселва в Ню Йорк. Там той попада в полезрението на тромпетиста Доналд Бърд, който го вижда на изпълнение със секстета на Арт Фармър и Бени Голсън (известен още като Джазтет). Скоро след това Бърд го кани да участва в новата му формация – квинтета на Доналд Бърд и Пепър Адамс. Пиърсън също така акомпанира на едно от турнетата на Ненси Уилсън през 1961 г. По-късно през същата година пианистът се разболява преди спектакъл на Бърд-Адамс, и новакът с името Хърби Хенкок го замества. Впоследствие това разместване се оказва трайно.
В албума от 1963 г. на Бърд, A New Perspective, Пиърсън аранжира четири от песните, включително Cristo Redentor, който става голям хит. Песента, както Пиърсън по-късно си спомня, е вдъхновена от пътуване до Бразилия по време на концертните обиколки с Уилсън. Освен това, в същата година Айк Кебек умира и това отваря вратата на отдел „Творци и Репертоар“ в Блу Ноут. Оттогава до 1970, Пиърсън е чест музикален сътрудник и продуцент на множество албуми на Блу Ноут, като същевременно записва свой собствен материал като бендлидер. В групата на Бърд и Пиърсън членуват музиканти от ранга на Чък Кърия, Пепър Адамс, Ренди Брекър и Гарнет Браун; последните трима са членове също така на групата на Тад Джоунс и Мел Луис, които свирят в същото заведение (Вилидж Вангард), но в различни вечери.
Композициите на Пиърсън включват днешния стандарт Jeannine, който е често кавъриран и е композиран около 1960 г. Една от първите му кавър версии е изпълнена от Кенънбол Адърли в Them Dirty Blues (1960).
В крайна сметка Пиърсън се оттегля от позицията си в Блу Ноут през 1971 г., след промени в персонала. Един от основателите, Алфред Лайън, се оттегля през 1967, след като компанията е продадена на Либърти Рекърдс предходната година, а Франсис Улф, друг основател, умира през 1971 г. Пиърсън решава да преподава в Кларк Колидж през 1971 г. и прави концерти с Кармен Макрей и Джо Уилямс през 1973 г. По това време и взема окончателното решение да спре музикалната си дейност.
Диагностициран е с множествена склероза през 70-те години, която е причина за смъртта му през 1980 г. Умира в Болницата за ветерани в Атланта.

## Дискография

### Като лидер
- 1959: Profile (Блу Ноут)
- 1959: Tender Feelin's (Блу Ноут)
- 1961: Angel Eyes (Полидор Рекърдс, издаден и като Bags Groove на Блек Лайън Рекърдс с три допълнителни вариации)
- 1961: Dedication! (Престиж Рекърдс)
- 1962: Hush! (Джазтайм)
- 1964: Wahoo! (Блу Ноут)
- 1965: Honeybuns (Атлантик Рекърдс)
- 1966: Prairie Dog (Атлантик)
- 1966: Sweet Honey Bee (Блу Ноут)
- 1967: The Right Touch (Блу Ноут)
- 1967: Introducing Duke Pearson's Big Band (Блу Ноут)
- 1968: The Phantom (Блу Ноут)
- 1968: Now Hear This (Блу Ноут)
- 1969: How Insensitive (Блу Ноут)
- 1969: Merry Ole Soul (Блу Ноут)
- 1968 – 70: I Don't Care Who Knows It (Блу Ноут) – издаден 1996
- 1970: It Could Only Happen with You (Блу Ноут) – издаден 1974

### Като сайдмен
С Доналд Бърд
- Fuego (1959)
- Byrd in Flight (1960)
- At the Half Note Cafe (1960)
- The Cat Walk (1960)
- Fancy Free (1970)
- Kofi (1969 – 70)
- Electric Byrd (1970)

С Джони Колс
- Little Johnny C (1963)

С Грант Грийн
- Idle Moments (1963)

С Боби Хъчърсън
- The Kicker (1963)

С Тад Джоунс/Пепър Адамс
- Mean What You Say (1966)

С Кармен Макрей
- Carmen (1972)

### Като аранжор
- Доналд Бърд – A New Perspective (1963), I'm Tryin' to Get Home (1964)
- Грант Грийн – Am I Blue (1963)
- Антонио Диас Мена – Eso Es Latin Jazz...Man! (1963)
- Хенк Моубли – A Slice of the Top (1966)
- Стенли Търънтайн – Rough 'n' Tumble (1966), The Spoiler (1966), A Bluish Bag (1967), The Return of the Prodigal Son (1967), The Look of Love (1968)
- Блу Мичъл – Boss Horn (1966), Heads Up! (1967)
- Лий Морган – Standards (1967)
- Лу Доналдсън – Lush Life (1967)